# Matyáš Klang
Matyáš Klang (ur. 7 czerwca 1991 w Pradze) – czeski wioślarz.

## Osiągnięcia
- Mistrzostwa Świata Juniorów – Linz 2008 – czwórka bez sternika – 10. miejsce[1].
- Mistrzostwa Świata Juniorów – Brive-la-Gaillarde 2009 – dwójka bez sternika – 8. miejsce[1].
- Mistrzostwa Europy – Montemor-o-Velho 2010 – ósemka – 7. miejsce[1].